# Agriognatha lactescens
Agriognatha lactescens är en spindelart som beskrevs av Cândido Firmino de Mello-Leitão 1947. 
Agriognatha lactescens ingår i släktet Agriognatha och familjen käkspindlar. Inga underarter finns listade i Catalogue of Life.